# Rio Bandeirantes do Norte
Der Rio Bandeirantes do Norte ist ein Fluss im Norden des brasilianischen Bundesstaats Paraná.

## Geschichte
Das Gebiet des Rio Bandeirantes do Norte wurde in den 1940er Jahren von der Companhia Melhoramentos Norte do Paraná (CMNP) erschlossen und besiedelt. Die Gründung der Munizipien in erfolgte im darauffolgenden Jahrzehnt.

## Geografie

### Lage
Das Einzugsgebiet des Rio Bandeirantes do Norte befindet sich auf dem Terceiro Planalto Paranaense (Dritte oder Guarapuava-Hochebene von Paraná). Es liegt im Gebiet westlich der Großstädte Londrina und nördlich von Maringá.

### Verlauf
Sein Quellgebiet liegt im Munizip Sabáudia auf 542 m Meereshöhe.
Der Fluss verläuft zunächst in nördlicher Richtung. Bei Jaguapitã  wendet er sich nach Nordwesten, bis er seine Mündung in den Rio Pirapó erreicht. Er fließt in etwa parallel zum Rio Pirapó, von dessen Tal er nur durch einen sanften Höhenrücken getrennt ist.
Er mündet zwischen den Munizipien Lobato und Colorado auf 307 m Höhe von rechts in den Rio Pirapó.
Die Entfernung zwischen Ursprung und Mündung in den Rio Pirapó beträgt 71 km. Er ist 142 km lang, nach anderer Quelle 106 km.

### Munizipien im Einzugsgebiet
Die Liste der Munizipien umfasst nach dem Quellort Sabáudia
rechts: Rolândia, Jaguapitã, Guaraci, Nossa Senhora das Graças, Colorado
links: Pitangueiras, Astorga, Munhoz de Mello, Santa Fé, Lobato

### Zuflüsse
Die wichtigsten der Nebenflüsse sind der Ribeirão do Araruna und der Rio São José, die beide von rechts zufließen.

## Wirtschaft

### Wasserkraftwerke
Das Kraftwerk PCH Salto Bandeirantes (PCH = Pequena Central Hidrelétrica mit einer Leistung von 5 bis 30 MW) im Munizip Santa Fé staut den Fluss zwischen den Munizipien Nossa Senhora das Graças und Santa Fé zu einem langzogenen Stausee auf.

### Bodennutzung
Die Hauptanbaupflanze ist Soja, gefolgt von Mais und Zuckerrohr. Nur wenige Flächen werden als Weideland genutzt. Dies wird zum einen durch die von der Agrarindustrie gesteuerte wirtschaftliche Dynamik der Region und zum anderen durch die Geländeformen, die Böden und das Klima der Region bestimmt.

### Industrie
In Colorado wird am Nordufer des Rio Bandeirantes do Norte die Zucker- und Alkoholfabrik Usina Alto Alegre S.A. betrieben.